# Velký zlý lišák
Velký zlý lišák (v originále Le Grand Méchant Renard et autres contes...) je francouzsko-belgický animovaný film z roku 2017, který režírovali Benjamin Renner a Patrick Imbert jako adaptaci stejnojmenného komiksu Benjamina Rennera. Snímek měl světovou premiéru na filmovém festivalu animovaných filmů v Annecy dne 15. června 2017.

## Děj
Film se skládá ze tří povídek, které se alespoň částečně odehrávají na stejném statku, a mají některé společné postavy. Jednotlivé části jsou propojeny přechodovými scénami, které se odehrávají na divadelní scéně, kde liška oslovuje publikum, aby představila různé kusy, které odehraje skupina zvířat.

## Dabing postav
| Guillaume Darnault | lišák                  |
| Damien Witecka     | prase                  |
| Kamel Abdessadok   | králík                 |
| Antoine Schoumsky  | houser                 |
| Céline Ronté       | slepice                |
| Violette Samama    | Pauline                |
| Jules Bienvenu     | Alex                   |
| Augustin Jahn-Sani | Evan                   |
| Boris Rehlinger    | vlk / buldoček         |
| Guillaume Bouchède | pes                    |
| Jean-Loup Horwitz  | Santa Claus            |
| Christophe Lemoine | labuť / lovec          |
| Bernard Larmande   | pan Oiseau / vlaštovka |
| Sylvie Genty       | úřednice / babička     |
| Yves Yan           | nártoun                |

## Ocenění
- Annie Awards: nominován v kategoriích nejlepší nezávislý celovečerní film, nejlepší animovaná postava v celovečerním filmu a nejlepší režie v celovečerním filmu
- Lumières: nejlepší animovaný film
- César: nejlepší animovaný film